# HCRTR2
HCRTR2 (англ. Hypocretin receptor 2) – білок, який кодується однойменним геном, розташованим у людей на короткому плечі 6-ї хромосоми. Довжина поліпептидного ланцюга білка становить 444 амінокислот, а молекулярна маса — 50 694.
| 10         |  | 20         |  | 30         |  | 40         |  | 50         |
| ---------- |  | ---------- |  | ---------- |  | ---------- |  | ---------- |
| MSGTKLEDSP |  | PCRNWSSASE |  | LNETQEPFLN |  | PTDYDDEEFL |  | RYLWREYLHP |
| KEYEWVLIAG |  | YIIVFVVALI |  | GNVLVCVAVW |  | KNHHMRTVTN |  | YFIVNLSLAD |
| VLVTITCLPA |  | TLVVDITETW |  | FFGQSLCKVI |  | PYLQTVSVSV |  | SVLTLSCIAL |
| DRWYAICHPL |  | MFKSTAKRAR |  | NSIVIIWIVS |  | CIIMIPQAIV |  | MECSTVFPGL |
| ANKTTLFTVC |  | DERWGGEIYP |  | KMYHICFFLV |  | TYMAPLCLMV |  | LAYLQIFRKL |
| WCRQIPGTSS |  | VVQRKWKPLQ |  | PVSQPRGPGQ |  | PTKSRMSAVA |  | AEIKQIRARR |
| KTARMLMIVL |  | LVFAICYLPI |  | SILNVLKRVF |  | GMFAHTEDRE |  | TVYAWFTFSH |
| WLVYANSAAN |  | PIIYNFLSGK |  | FREEFKAAFS |  | CCCLGVHHRQ |  | EDRLTRGRTS |
| TESRKSLTTQ |  | ISNFDNISKL |  | SEQVVLTSIS |  | TLPAANGAGP |  | LQNW       |

A: Аланін

C: Цистеїн

D: Аспарагінова кислота

E: Глутамінова кислота

F: Фенілаланін

G: Гліцин

H: Гістидин

I: Ізолейцин

K: Лізин

L: Лейцин

M: Метіонін

N: Аспарагін

P: Пролін

Q: Глутамін

R: Аргінін

S: Серин

T: Треонін

V: Валін

W: Триптофан

Кодований геном білок за функціями належить до рецепторів, g-білокспряжених рецепторів, білків внутрішньоклітинного сигналінгу. 
Локалізований у клітинній мембрані, мембрані.